# Darren Cross
Pour les articles homonymes, voir Cross.
Darren Cross est un personnage de fiction de l'univers de Marvel Comics. Créé par John Byrne et David Michelinie, il apparait pour la première fois dans le no 47 de Marvel Premiere en avril 1979.

## Biographie fictive
Il est le père d'Augustine Cross et le cousin de Crossfire. Darren Cross est le PDG de Cross Technological Enterprises et l'un des principaux ennemis du deuxième Homme-Fourmi, Scott Lang.

## Apparitions dans d'autres médias

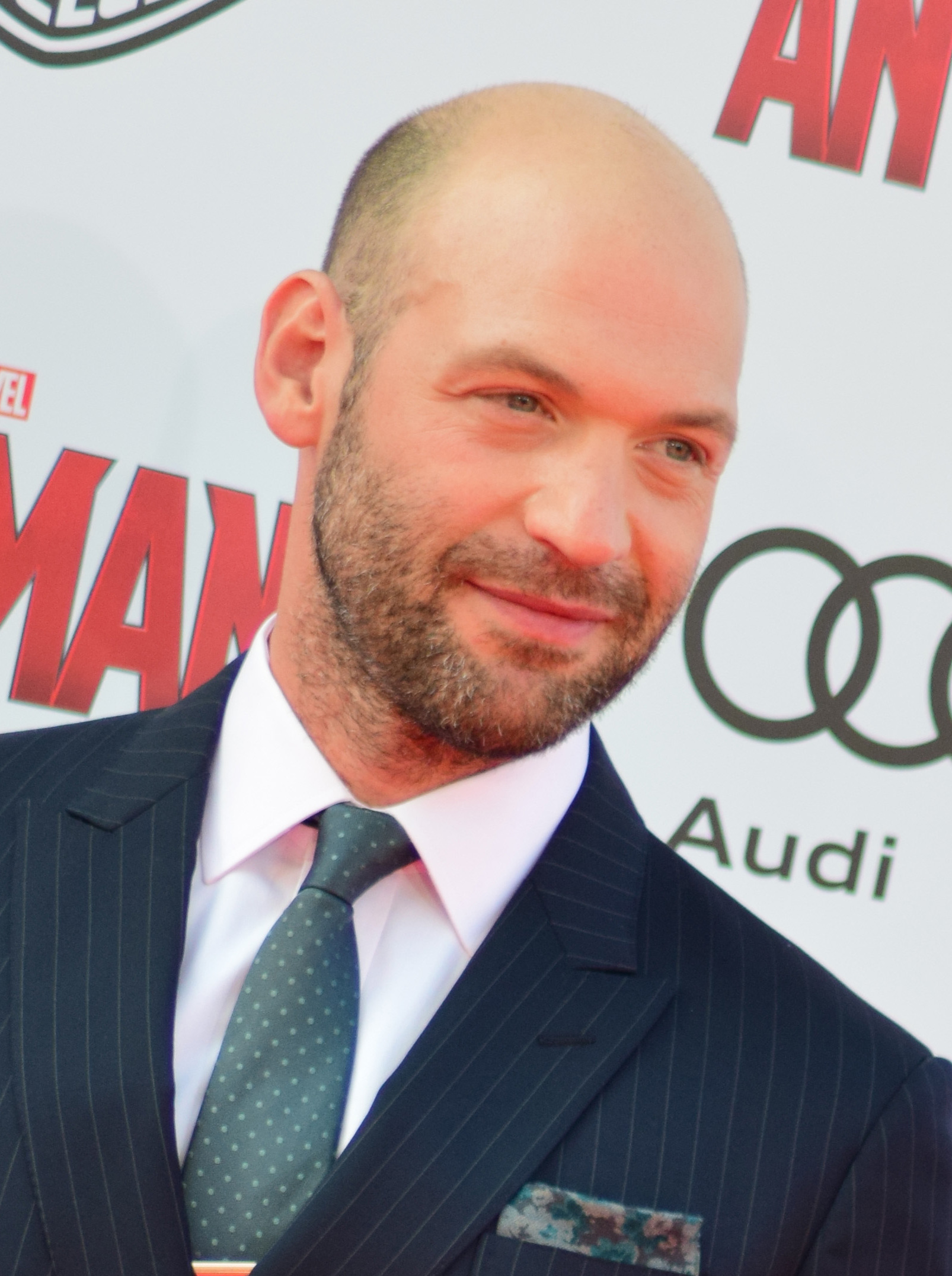
Corey Stoll incarne Darren Cross/Yellowjacket dans Ant-Man (2015)

Sauf indication contraire, les informations mentionnées dans cette section peuvent être confirmées par la base de données cinématographiques IMDb,  présente dans la section « Liens externes ».

### Films
Interprété par Corey Stoll dans l'Univers cinématographique Marvel
- 2015 : Ant-Man, réalisé par Peyton Reed – Ancien protégé de Hank Pym qui a pris le contrôle de son entreprise Pym Tech, devenue rivale de Stark Industries. L'objectif de Darren Cross est de recréer une nouvelle version du costume d'Ant-Man, créé par Pym : le costume Yellowjacket.
- 2023 : Ant-Man et la Guêpe: Quantumania, réalisé par Peyton Reed – Envoyé dans le royaume quantique par Scott Lang, où il a été sauvé par Kang le conquérant, désormais déformé, il maintient ses transformations par une armure et se fait appeler MODOK.